# We've Got It Goin' On
We've Got It Goin' On è il singolo di debutto della band statunitense Backstreet Boys. Scritto e prodotto da Max Martin e Deniz PoP e inciso in Svezia, il singolo fu pubblicato il 5 settembre 1995, in anticipo dell'uscita dell'album Backstreet Boys, di cui è la prima traccia. Con questo singolo il gruppo si impose sul mercato europeo.

## Video
Il video è stato girato il 19 agosto 1995 ad Orlando in Florida e diretto dal regista Lionel C. Martin. Comincia con una finta intervista radiofonica dove i ragazzi si presentano e prosegue con i ragazzi che cantano in palestra, in un parcheggio vicino ad un parco e in uno studio di registrazione. La visuale si sposta poi in altre scene: i ragazzi che ballano su un palco in un club, che giocano a basket e che lavano una Jeep. Nel video appaiono per brevi secondi anche Lou Pearlman e Samantha Stonebraker, l'allora fidanzata di Brian Littrell.

## Tracklist
U.S. CD3
1. "We've Got It Goin' On" (Radio Mix)
2. "We've Got It Goin' On" (Amadin's Euro Mix)
3. Album Medley

U.S. CD5
1. "We've Got It Goin' On" (Radio Edit)
2. "We've Got It Goin' On" (Hula's House mix)
3. "We've Got It Goin' On" (T and K Harlesden Mix)
4. "We've Got It Goin' On" (Amadin's Club Mix)
5. "We've Got It Goin' On" (Hula's Club Mix)

Europa
1. "We've Got It Goin' On" (Radio Edit)
2. "We've Got It Goin' On" (Hula's House mix)
3. "Get Down (You're the One For Me)" (Smokin' Beats Club Mix)
4. "Tell Me That I'm Dreaming"

Europa versione ad ologrammi
1. "We've Got It Goin' On" (Radio Edit)
2. "We've Got It Goin' On" (Hula's House mix)
3. "We've Got It Goin' On" (Serious Rope Main Mix)
4. "We've Got It Goin' On" (Markus' Deadly Vocal Hot Mix)
5. "We've Got It Goin' On" (CL's Anthem Vocal Odyssey)
6. "We've Got It Goin' On" (Markus' Edge Factor Dub)

Giappone
1. "We've Got It Goin' On" (Radio Edit)
2. "We've Got It Goin' On" (Hula's House mix)
3. "Get Down (You're the One For Me)" (Smokin' Beats Club Mix)
4. "Tell Me That I'm Dreaming"
5. "I'll Never Break Your Heart" (Radio Edit)
6. "Roll with It"

Vinile a due dischi
1. "We've Got It Goin' On" (CL's Real Butch Dub)
2. "We've Got It Goin' On" (Marcus' Edge Factor Dub)
3. "We've Got It Goin' On" (Mr. Lee's X-Plosive New Euro Club Mix)
4. "We've Got It Goin' On" (Hula's Club Mix)
5. "We've Got It Goin' On" (Amadin's Club Mix)
6. "We've Got It Goin' On" (CL's Anthem Radio Mix)
7. "We've Got It Goin' On" (CL's Anthem Vocal Odyssey)
8. "We've Got It Goin' On" (Marcus' Deadly Vocal Hotmix)

## Certificazioni
| Paese    | Certificazione | Data          | Vendite certificate |
| -------- | -------------- | ------------- | ------------------- |
| Austria  | Oro            | 7 maggio 1996 | 15000               |
| Germania | Oro            | 1996          | 250000              |

## Classifiche
| Classifica (1995)                  | Posizione più alta |
| ---------------------------------- | ------------------ |
| Begium (Flanders) Singles Chart    | 6                  |
| Dutch Mega Top 100                 | 5                  |
| German Singles Chart               | 4                  |
| Swedish Singles Chart              | 14                 |
| UK Singles Chart                   | 54                 |
| Classifica (1996)                  | Posizione più alta |
| Austrian Singles Chart             | 3                  |
| Belgium (Wallonia) Singles Chart   | 5                  |
| Finnish Singles Chart              | 13                 |
| French SNEP Singles Chart          | 5                  |
| Irish Singles Chart                | 17                 |
| New Zealand RIANZ Singles Chart    | 36                 |
| Swiss Singles Chart                | 3                  |
| UK Singles Chart                   | 3                  |
| U.S. Billboard Hot 100             | 69                 |
| U.S. Billboard Hot Dance Club Play | 31                 |